# 曲芸ギミーシェルター
『曲芸ギミーシェルター』（きょくげい- ）は、2009年2月15日から配信されているインターネットラジオ番組（ポッドキャスト番組）である。

## パーソナリティ
- 吉川華生

アシスタント
- 吉野一平
- 井上美桜（第101回から）

## 概要
声優の吉川華生（メインパーソナリティ）、声優の吉野一平、井上美桜（共にアシスタント。週替わりで交代）がパーソナリティを務める30分弱のウェブラジオである。
2012年の12月末に放送回数200回を迎える。ポッドキャストのインターネットラジオとしては異例の長寿番組となっている。
吉川主催の業界人による同人サークル「和風曲芸」の宣伝広報ラジオと銘打っているものの、作品の宣伝要素は少なく、リスナーからのメール紹介によるフリートークが主体となっている。
主宰吉川の強い要望、嘆願により、吉川の憧れの声優の一人であった千葉繁が「走れ！昴くん」シリーズにレギュラー出演している（2013年現在）。

## 備考
「和風曲芸」が発売したドラマCDでは、版元に許可を得た上で、脚本・石弓達也、イラスト・神無月元史、キャストに吉川、涼森ちさと、一色ヒカルを据えた完全オリジナルスタッフ＆キャストでの『とらぶるトラップLaboratory』の同人作品が発売されると告知された。
吉川脚本の『アルバトロス・シンデレラ！』（ドラマCD）は、イラスト・「A-10」によって別CDで発売された（キャスト詳細は公式サイトを参照）。
同じく吉川脚本の「走れ！昴くん」シリーズ、「メロドラマ」シリーズ、他には森田明弘（元emuの門司）脚本による「もんかな和風」シリーズも好評を得ることとなった。